# Philonotis uncinata
Philonotis uncinata är en bladmossart som beskrevs av Bridel 1827. Philonotis uncinata ingår i släktet källmossor, och familjen Bartramiaceae. Inga underarter finns listade i Catalogue of Life.